# Paolo Kind
Paolo Kind (1880 – 1952) è stato un ingegnere, saltatore con gli sci e dirigente sportivo italiano.

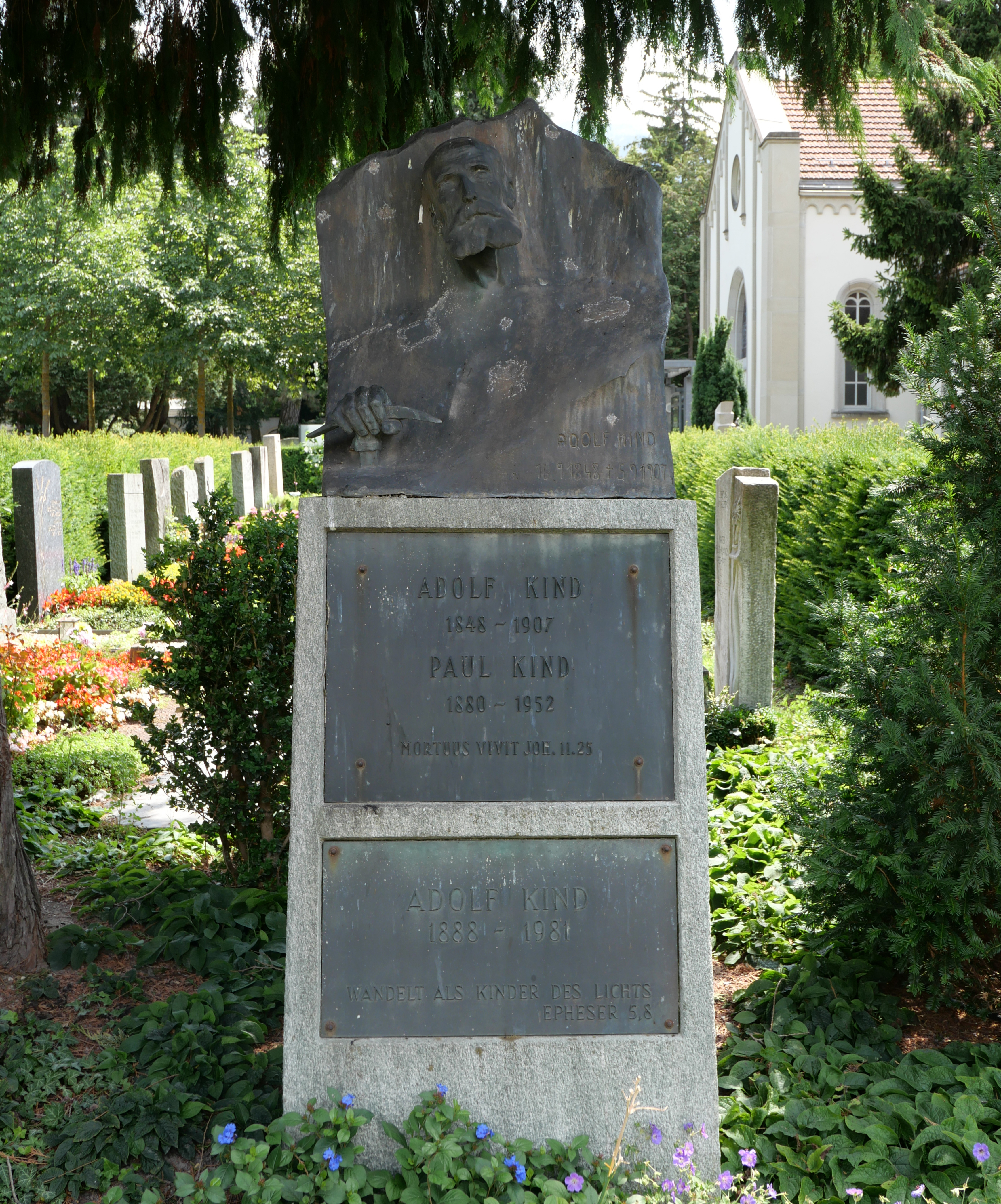
La tomba di Kind, di suo padre e di un altro Adolf Kind (1888-1981) nel cimitero di Daleu a Coira, nel cantone dei Grigioni in Svizzera.

Figlio di Adolfo Kind (pioniere dello "ski" in Italia), iniziò a sciare nell'ultimo decennio del XIX secolo. Quando il padre morì in un incidente di montagna nel 1907, gli succedette quale secondo presidente dello "Ski Club Torino".
Il 7 novembre 1908, Kind fondò a Torino e fu il primo presidente (1908-1913) dell'Unione Ski Club Italiani (USCI), che poi confluì nella "Federazione Italiana dello Ski" (1913) ed infine nella Federazione Italiana dello Sci nel 1920 (ridenominata nel 1933 come Federazione italiana sport invernali - FISI).
Nel 1908 realizzò, insieme al saltatore norvegese Harald Smith, il primo trampolino di salto con gli sci a Bardonecchia, che venne completato ed inaugurato nel 1909 con la prima edizione del campionato italiano di salto con gli sci (in cui conquistò il primo titolo). Sullo stesso trampolino, in occasione del concorso internazionale di sci di Bardonecchia, Harald Smith riuscì a conquistare il record del mondo dell'epoca, con un salto di 43 metri.